# Jules-Adolphe Goupil
Pour les articles homonymes, voir Goupil.
Ne doit pas être confondu avec Adolphe Goupil.
Jules-Adolphe Goupil dit parfois Jules Goupil (1839-1883) est un peintre et graveur français.

## Biographie
D'origine parisienne, Jules-Adolphe Goupil est le fils de Marie-Élisabeth Havard et Pierre-Charles Goupil. Il a un frère aîné, également peintre et avec qui il ne faut pas le confondre, Léon-Lucien Goupil (1834-1891).

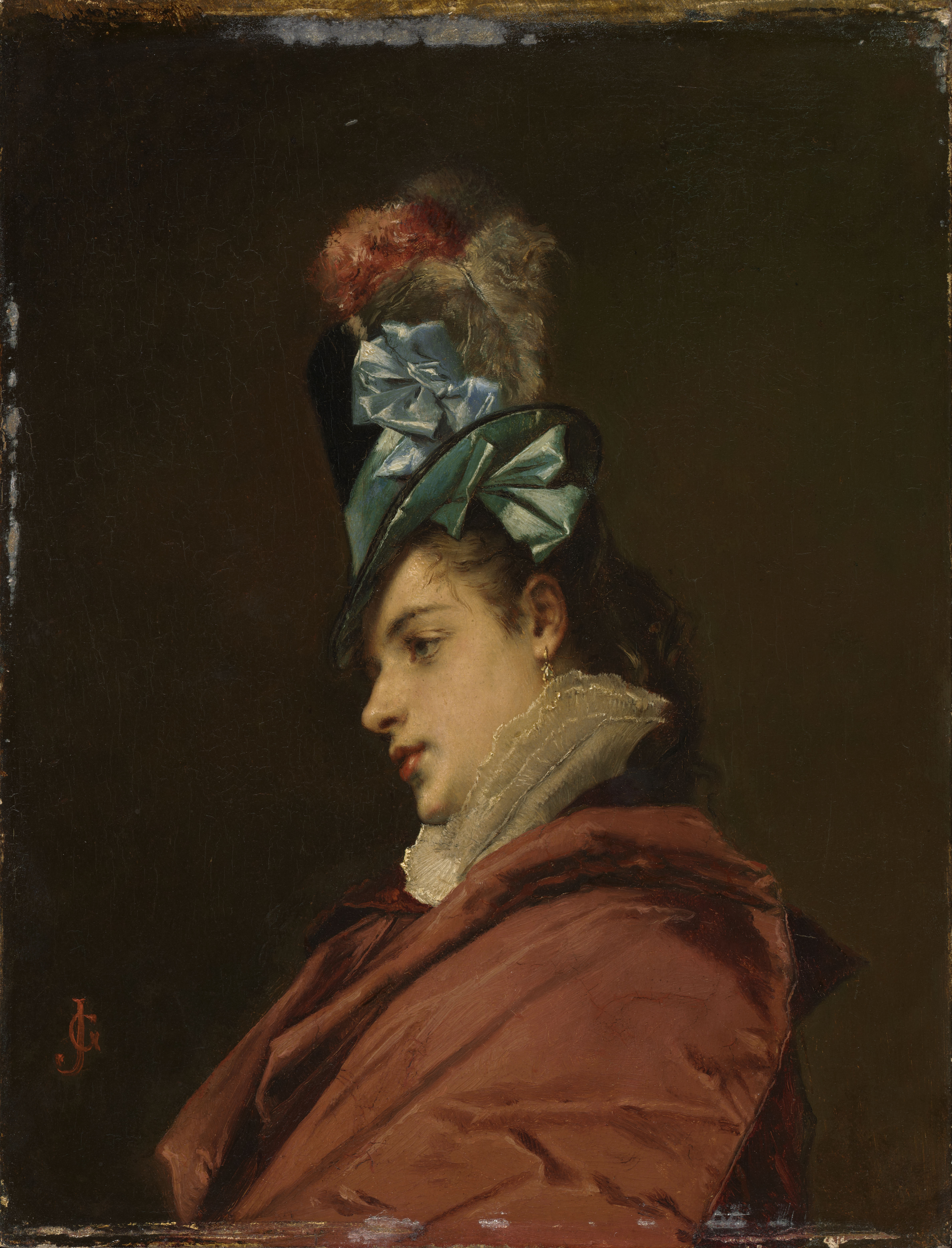
Femme portant un chapeau avec un ruban bleu

Il entre à l'école des beaux-arts de Paris et a pour maître Henry Scheffer (d'autres sources mentionnent son frère, Ary). Il est dit par la suite l'un des meilleurs élèves et continuateurs de Florent Willems.
Il débute en 1857 au Salon parisien avec un autoportrait. Il réside alors au 9 rue de Montyon. Il remporte des prix en 1873, 1874, 1875 et 1878. Il expose également aux salons de Bruxelles et Munich.
En janvier 1881, il est nommé chevalier de la Légion d'honneur par le ministère des Beaux-Arts. Cette même année, paraît chez la veuve d'Alfred Cadart une série d'eaux-fortes.
Il meurt à 43 ans, en revenant d'un séjour à Nice.

## Œuvre
Il est connu pour ses scènes de genre, scènes historiques du XVIIIe siècle et surtout de la révolution française, et portraits.

## Conservation
- La Jeune Mère, huile sur toile, 44 x 38 cm, fin des années 1860, Dijon, musée national Magnin[6].
- Les Derniers Jours de Madame Roland, huile sur toile, 1880, Château d'Amboise.
- The Village Girl, huile sur toile, 1,62 x 1,20 cm, s.d., Sydney, Art Gallery of New South Wales.

## Distinction
- Chevalier de l'ordre de Léopold (Belgique,18 novembre 1875)[7].